# 毛主席的话儿记心上
《毛主席的话儿记心上》，电影《地道战》的插曲，傅庚辰词曲，邓玉华首唱。郑玉华、彭丽媛、黑人红歌手好弟、李晖、韩红、梦鸽、李丹阳等都曾演唱过该曲。

## 使用及改编

### 收录专辑
- 2006年，该曲被收录在黑鸭子合唱组专辑《红色经典特别版》中
- 2011年，该曲被收录在孙滢迎专辑《我的祖国》中

## 歌曲荣誉
- 2011年3月，人民网举办“爱国歌曲大家唱、亿万群众唱红歌”大型网络评选活动，“最受人民喜爱的红歌”排行榜第3名。